# Galium antarcticum
Galium antarcticum är en måreväxtart som beskrevs av Joseph Dalton Hooker. Galium antarcticum ingår i släktet måror, och familjen måreväxter. Inga underarter finns listade i Catalogue of Life.